# Tønder Nord Station
Tønder Nord Station er en dansk jernbanestation i Tønder.